# Gaetano Mercurio
Gaetano Mercurio (Palermo, 1730 – 1790) fu un pittore palermitano del tardo barocco.

## Biografia
Definito triviale, scorretto disegnatore e fosco coloritore, studiò col pittore cappuccino Fedele Tirrito di San Biagio Platani e da questi fu inviato a Roma presso la scuola di Sebastiano Conca.
La prima notizia che riguarda la sua attività artistica è un documento del 1778, in quell'epoca infatti dipinse per la chiesa madre di Castelbuono. Giuseppe Velasco fu un suo allievo.
Sue opere si trovano a Galati Mamertino e in alcune chiese palermitane.
Padre di Antonio - pittore - (1750 - fine secolo), Gioacchino - pittore - (1758 - 1808c.) e Salvatore - argentiere.

## Opere
Palermo e provincia 
 Palermo 
- XVIII secolo, Madonna delle Grazie, olio su tela, attribuzione, opera custodita nella chiesa di Sant'Antonio Abate.
- XVIII secolo, Ciclo di dipinti, olio su tela, San Francesco di Sales che dona la Regola a suor Giovanna Francesca di Chantal, Visitazione di Maria ad Elisabetta, San Giuseppe, Badessa inginocchiata dinanzi a Gesù che le mostra il suo cuore splendente, opere custodite nella chiesa di San Francesco di Sales.

 Castelbuono 
- 1778, Vergine appare a San Giovanni Evangelista e la Vergine appare a Sant'Eligio, olio su tela, prime opere dell'artista custodite nella chiesa madre di Castelbuono.
- Duomo della Natività di Maria, matrice nuova:
  - XVIII secolo, Ester, Giuditta, David e San Giovanni Evangelista, olio su tela, opere custodite nella Cappella dell'Immacolata
  - XVIII secolo, San Luigi Gonzaga che riceve la comunione dal cardinal Bellarmino e Gesù Cristo che comunica la Vergine Maria, olio su tela, opere custodite nella Cappella del Sacramento.

 Geraci Siculo 
- 1757c., Madre Santissima del Lume, olio su tela, opera custodita nella chiesa di San Francesco dell'Ordine dei frati minori conventuali.

 Polizzi Generosa 
- XVIII secolo, Trasfigurazione con Mosè ed Elia, San Pietro, San Giacomo, San Giovanni, olio su tela autografo custodito sull'altare maggiore della chiesa di Santa Margherita.

### Messina e provincia
Galati Mamertino 
- XVIII secolo, Tobia guarisce il padre Tobi, olio su tela, opera custodita nella chiesa di Santa Caterina.

Duomo di Maria Santissima Assunta
- XVIII secolo, Immacolata, olio su tela, opera proveniente dalla Badia.
- XVIII secolo, Sant'Ignazio di Loyola e San Filippo Neri, olio su tela, due dipinti, attribuzione.

 Motta d'Affermo 
- XVIII secolo, Assunzione di Maria Santissima e gli apostoli, olio su tela, possibile collaborazione con il figlio Antonio, opera custodita nel duomo di Maria Santissima degli Angeli.
- 1788c., Madre Santissima del Lume, olio su tela, possibile collaborazione con il figlio Antonio, opera custodita nella chiesa di San Rocco.

### Ragusa e provincia
Chiaramonte Gulfi 
- XVIII secolo, Ciclo di dipinti, olio su tela, Anime Purganti, Sacra Famiglia, Natività di Maria, San Francesco di Paola, e altri tre soggetti, opere custodite nella basilica di Santa Maria La Nova.

### Trapani e provincia
Calatafimi 
- XVIII secolo, Ciclo di dipinti, olio su tela, Madonna ed il Bambino Gesù ritratta con Sant'Eligio e Sant'Atanasio e una corona di angeli del 1768, Santa Caterina d'Alessandria, San Crispino e San Crispiniano, due scene tratte da episodi del Vecchio Testamento, opere custodite nella chiesa del Santissimo Crocifisso.

## Famiglia Mercurio

### Gioacchino Mercurio
(1758 - 1808c.), pittore, attivo nella bottega paterna.
Gli sono attribuiti gli affreschi dell'Oratorio dei Bianchi, ora quasi del tutto cancellati.
- XVIII secolo, Natività nel Carmelo, olio su tela, opera custodita nella Cappella della Natività o Cappella di San Giuseppe della chiesa del Carmine di Palermo.

### Salvatore Mercurio
(?), Console della Corporazione degli argentieri.
- 1768, Ostensorio, manufatto in argento dorato e smalti, opera custodita nel duomo di Maria Santissima della Visitazione di Enna.

Gli è attribuito anche l'ostensorio della cattedrale metropolitana primaziale della Santa Vergine Maria Assunta di Palermo decorato a smalti e volute, che culminano nella sommità del fusto con puttini che reggono la sfera gemmata, ricoperta da brillanti e rubini.